# Agmate
Agmate (em árabe: أغمات; romaniz.: (A)ghmat; em francês: Ghmate ou Rhmate) foi uma importante cidade berbere do sul de Marrocos durante a Idade Média, que atualmente é um sítio arqueológico conhecido como Juma Agmate (Joumâa Aghmat). Situa-se a cerca de 30 km a sudeste de Marraquexe, a um quilómetro em linha reta do leito do rio Ourika, nas montanhas do Alto Atlas. Atualmente não é mais do que uma aldeia de nome Ghmate, cuja população em 2004 era de 856 habitantes, a qual é sede da comuna rural homónima, da província de al Haouz e da região de Marraquexe-Tensift-Al Haouz.
De acordo com uma lenda berbere, Agmate era povoada por berberes cristãos quando foi tomada[carece de fontes?] pelo conquistador muçulmano do Norte de África Uqueba ibne Nafi em 683. No entanto, esta história só surgiu quase 700 anos depois daquela data, e muitos historiadores não lhe dão qualquer crédito. Além disso, é diretamente contradita por um dos mais antigos historiadores persas, Baladuri, que relata que Muça ibne Noçáir conquistou o Suz e erigiu uma mesquita em Agmate.

## História primitiva
Depois da morte de Idris II em 828, Marrocos foi dividido entre os seus filhos. Agmate tornou-se a capital da região do Suz sob o príncipe idríssida Abedalá. Quando se deu a invasão dos almorávidas, vindos do deserto do Saara liderados por Abedalá ibne Iacine, Agmate foi defendida por Lacute ibne Iúçufe, o chefe da tribo dos Magrauas. Lacute foi derrotado e o exército almorávida entrou na cidade a 27 de junho de 1058. Uma das pessoas mais ricas de Agmate era a viúva de Lacute, Zainabe, que casou com com o emir almorávida Abu Becre ibne Omar e colocou a sua considerável riqueza à disposição dele. Depois de Abu Becre ter voltado para o Saara em 1071, Zainabe casou com o seu sucessor Iúçufe ibne Taxufine.
Cerca de 1068-1069, a população de Agmate tinha aumentado consideravelmente e Abu Becre decidiu construir outra capital; fundou então Marraquexe em 1070, o que fez com que Agmate declinasse. Os almorávidas passaram a usá-la como lugar de exílio, nomeadamente dos reis depostos do Alandalus. Entre esses exilados conta-se Almutâmide, o antigo rei de Sevilha e Córdova e célebre poeta natural de Beja. O seu túmulo é local de peregrinação até aos dias de hoje. Agmate foi também o local de exílio onde Abedalá ibne Bologuine, antigo rei de Granada, escreveu as suas memórias.
Nos anos de 1126, 1127 e novamente em 1130, a cidade assistiu a diversas batalhas entre o emir almorávida Ali ibne Iúçufe e o exército almóada comandado por ibne Tumarte e Abde Almumine. Após a derrota generalizada das forças almorávidas por todo o Marrocos e Argélia, Almumine entrou em Agmate sem luta a meio do dia 27 de junho de 1146.
Segundo Beaumier escreveu em 1860, a cidade ainda tinha então 5500 habitantes, 1000 dos quais eram judeus. A 18 de novembro de 1950, durante o período colonial do protetorado francês de Marrocos, Agmate foi palco de um dos eventos célebre da luta pela independência: membros do partido nacionalista Istiqlal organizaram uma manifestação diante do túmulo de Almutâmide, a qual foi duramente reprimida pela polícia às ordens Bujane, o caide da tribo local. O incidente acabou por agravar de sobremaneira as tensões entre o poderoso paxá de Marraquexe, Thami El Glaoui, superior hierárquico de Boujane, e o sultão Maomé V, simpatizante da causa nacionalista. O conflito entre El Glaoui e o sultão acabaria por resultar no destronamento de curta duração de Maomé V.

### Economia primitiva
Albacri, escreveu que no século XI, pouco antes da subida ao poder dos almorávidas, Agmate era uma cidade florescente, onde todos os domingos se matavam 100 bovinos e 1000 carneiros para serem vendidos no soco (mercado) semanal. Os habitantes escolhiam o seu próprio líder. Em rigor existiam duas Agmate: o centro comercial e político era conhecido como Agmate Urica e a 12 km deste situava-se Agmate Ailane, a qual era interdita a forasteiros. O cidade era servida pelo porto de Cuz (Aguz ou, oficialmente, Suira Guedima), na costa atlântica a sul de Safim, que ficava a três dias de viagem, a oeste.

## Atualidade
Atualmente pouco mais resta da cidade medieval do que as ruínas do hamame e de algumas casas, um trecho da muralha em taipa e pedra que se estendem por uma centena de metros e vestígios de grandes obras hidráulicas. Estas são constituídas por uma grande canal de irrigação ("La grande séquia" ou "La séquia tassoltante"), que dividia a cidade em duas partes, três depósitos de forma quadrada (sarije) e várias galerias subterrâneas (khettara) que atestam o desenvolvimento urbano. Foi também descoberta uma antiga mesquita que apresenta duas particularidades; o mimbar era amovível numa das partes e a parede da quibla foi objeto doutra orientação na outra parte.[carece de fontes?] A prospeção geológica indica a presença de importantes estruturas arqueológicas soterradas.
Em 1970 foi construído em Agmate um mausoléu a Almutâmide, onde este está sepultado com a sua esposa Iîtimad Rmiqia e a filha de ambos. A cúpula do mausoléu está decorada com versos compostos pelo rei poeta.